# Bodiluddelingen 1992
Bodiluddelingen 1992 blev afholdt i 1992 i Imperial i København og markerede den 45. gang at Bodilprisen blev uddelt.
Lars von Triers Europa vinder prisen for bedste danske film, og i modsætning til 1985, dukker Trier op til uddelingen og modtager prisen, som han dedikerer til hele filmholdet og sin og deres familier. Ghita Nørby modtager sin fjerde Bodil-pris for Freud flytter hjemmefra, Ole Lemmeke modtager sin anden Bodil-pris for De nøgne træer, og den kun 18-årige Nikolaj Lie Kaas vinder for sin filmdebut i Drengene fra Sankt Petri prisen for bedste mandlige birolle, hvilket gør ham til én af de yngste i Bodil'ens historie til at have modtaget en pris i den kategori.

## Vindere
| Bedste mandlige hovedrolle                      | Bedste kvindelige hovedrolle              |
| ----------------------------------------------- | ----------------------------------------- |
| - Ole Lemmeke for De nøgne træer                | - Ghita Nørby for Freud flytter hjemmefra |
| Bedste mandlige birolle                         | Bedste kvindelige birolle                 |
| - Nikolaj Lie Kaas for Drengene fra Sankt Petri | - Ditte Gråbøl for Møv og Funder          |
| Bedste danske film                              | Bedste ikke-europæiske film               |
| - Europa af Lars von Trier                      | - Thelma & Louise af Ridley Scott         |
| Bedste europæiske film                          | Bedste dokumentarfilm                     |
| - Life Is Sweet af Mike Leigh                   | - ikke uddelt                             |

## Øvrige priser

### Æres-Bodil
- Ghita Beckendorff (filmklipper) for sit arbejde som klipper